# Tomba TT63
La Tomba tebana TT63 és una tomba de l'Antic Egipte que es troba a Sheikh Abd al-Gurnah. És dins la necròpoli tebana, a la riba occidental del Nil, davant de Luxor.
La tomba pertany a un egipci que visqué en l'època de la Dinastia XVIII, anomenat Sobekhotep, i fou tresorer i batle del Llac del Sud i la Terra de Sobek (El Faium) durant el regnat de Tutmosis IV.
Sobekhotep era fill d'un Supervisor del Tresor anomenat Min. L'esposa de Sobekhotep, Meryt, era mainadera de la filla del rei, Tiaa, i cap de l'harem de Sobek del Faium.